# Тетеринки
Тетеринки — деревня в Троицком административном округе Москвы (до 1 июля 2012 года в составе Подольского района Московской области). Входит в состав поселения Роговское.
Согласно Постановлению Губернатора МО от 15.09.2006 № 122-ПГ в состав деревни включён посёлок подсобного хозяйства «Марат».

## Население
Согласно Всероссийской переписи, в 2002 году в деревне Тетеринки проживало 9 человек (4 мужчины и 5 женщин), а в посёлке подсобного хозяйства «Марат» — 1 женщина. По данным на 2005 год в деревне проживало 6 человек, а в посёлке подсобного хозяйства «Марат» — 1 человек.
| 2002 | 2006 | 2010 |
| ---- | ---- | ---- |
| 9    | ↘7   | ↗17  |

## Расположение
Деревня Тетеринки расположена на реке Десенке примерно в 42 км к юго-западу от центра города Подольска. Ближайшие населённые пункты — деревни Ильино и Дмитровка.
В деревне находится братская могила советских воинов, погибших в Битве за Москву.